# Ладзани
Ладзани (слч. Ladzany) насељено је мјесто са административним статусом сеоске општине (слч. obec) у округу Крупина, у Банскобистричком крају, Словачка Република.

## Становништво
| Година:    | 1994. | 2004.   | 2014.   | 2024.    |
| ---------- | ----- | ------- | ------- | -------- |
| Број људи: | 298   | 299     | 302     | 254      |
| Разлика:   |       | +0,33 % | +1,00 % | -15,89 % |

| Година:    | 2023. | 2024.   |
| ---------- | ----- | ------- |
| Број људи: | 253   | 254     |
| Разлика:   |       | +0,39 % |

Према подацима о броју становника из 2024. године насеље је имало 254 становника.